# Mocta Douz
Mocta Douz è un comune dell'Algeria, situato nella provincia di Mascara.